# Courage the Cowardly Dog
Courage the Cowardly Dog je americký animovaný televizní seriál vysílaný v letech 1999–2002 na stanici Cartoon Network, ve kterém vystupuje Courage, malý mluvící pes fuchsiové barvy, který se skoro všeho bojí.
Courage má paničku Muriel, která ho má ráda, a pána Eustace, ale ten ho moc rád nemá. V roce 1995 byl uveden pouze jeden díl „The Chicken from Outer space“. V roce 1999 byla vysílána první série, v roce 2000 druhá a pak třetí a čtvrtá. Přestal se vysílat v roce 2003, kdy zemřel herec, který daboval Eustace. V kresleném seriálu se objevují bytosti jako mluvící kočka „Katz“, která chce Courage zabít, nebo mluvící prasata, která údajně snědla nějaké lidi.
Od první epizody z roku 1999 se hodně změnilo i na farmě, ve které žijí Muriel, Eustace a Courage. Obývací pokoj se přeměnil od pátého dílu 1. série. Ale i mluva Courage: v první sérii mluvil plynně anglicky ale ve čtvrté (poslední) sezóně naprosto žvatlal.